# Квирике IV (царь Кахети-Эрети)
Квирике IV (груз. კვირიკე IV; род. ? — ум. 1102) — царь Кахети-Эретинского царства 1084-1102 гг. 

## Биография
Из рода Багратуни (Младшая ветвь Кюрикян).
Наследовал трон после смерти своего отца, Агсартана I. 
Правил как данник династии Сельджуков и выступал против энергичного царя из грузинских Багратидов, Давида IV Строителя, проводившего энергичную внутреннюю и внешнюю политику, направленную на утверждение целостности Грузии и ее гегемонии на Кавказе. 
Квирике уступил Давиду крепость Зедазени, но все же смог обеспечить наследование своего царства своему сыну, Агсартану II.